# Grand Prix-wegrace der Naties 1982
De Grand Prix-wegrace der Naties 1982 was vijfde Grand Prix van wereldkampioenschap wegrace voor motorfietsen in het seizoen 1982. De races werden verreden op 30 mei 1982 op het Circuito Internazionale Santa Monica in Misano Adriatico.

## Algemeen
In Italië was de ziekenboeg al voor de start tamelijk vol: Suzuki miste Virginio Ferrari, Jack Middelburg en Loris Reggiani. Boet van Dulmen was herstellende van een hersenschudding en een gebroken pees in zijn vinger en Graziano Rossi raakte in de training geblesseerd. Zijn Yamaha OW 60 ging naar Marc Fontan. Sommigen startten ondanks hun blessures: Didier de Radiguès met een gebroken hiel, Ángel Nieto met een gekneusde rib en rugklachten en Richard Schlachter probeerde zich tevergeefs te kwalificeren met een gebroken pols. Ook Martin Wimmer had nog last van zijn val in Spanje. De kwalificatietrainingen waren al spannend, vooral die van de 500cc-klasse, waarin Franco Uncini, Freddie Spencer, Graeme Crosby, Marco Lucchinelli en Kenny Roberts binnen 0,5 seconden stonden. De organisatie liet alle (vijf) soloklassen starten en daarom begon het programma al om 10 uur 's ochtends met de 50cc-race.

## 500 cc
Ondanks de nieuwe Yamaha OW 61, die hij al sinds de Oostenrijkse GP had, kon Kenny Roberts nog steeds de snelsten niet volgen. Marco Lucchinelli nam de leiding in de race, voor Freddie Spencer, Roberts, Franco Uncini en Barry Sheene. In de zesde ronde namen Uncini en Roberts de leiding over, maar Roberts moest Uncini laten gaan. Freddie Spencer reed de snelste ronde, maar kon Uncini ook niet meer bedreigen en werd tweede. Roberts werd nog gepasseerd door Graeme Crosby, die zijn slechte start had goedgemaakt. Lucchinelli werd slechts vijfde en Kork Ballington reed voor het eerst een redelijk resultaat met zijn Kawasaki KR 500 door zesde te worden.

### Uitslag 500 cc
| Pos | Coureur            | Merk               | Tijd           | Grid           | Punten |
| --- | ------------------ | ------------------ | -------------- | -------------- | ------ |
| 1   | Franco Uncini      | Gallina-Suzuki     | 55:29.620      | 1              | 15     |
| 2   | Freddie Spencer    | RSC-Honda          | +12.720        | 2              | 12     |
| 3   | Graeme Crosby      | Marlboro-Yamaha    | +28.870        | 3              | 10     |
| 4   | Kenny Roberts      | Yamaha             | +35.400        | 5              | 8      |
| 5   | Marco Lucchinelli  | RSC-Honda          | +48.560        | 4              | 6      |
| 6   | Kork Ballington    | Kawasaki           | +1:07.040      | 8              | 5      |
| 7   | Takazumi Katayama  | RSC-Honda          | +1:12.320      | 10             | 4      |
| 8   | Leandro Becheroni  | Suzuki             | +1:13.410      | 7              | 3      |
| 9   | Marc Fontan        | Sonauto-Yamaha     | +1 ronde       | 11             | 2      |
| 10  | Peter Sjöström     | Suzuki             | +1 ronde       | 16             | 1      |
| 11  | Raymond Roche      | Suzuki             | +1 ronde       | 18             |        |
| 12  | Philippe Coulon    | Suzuki             | +1 ronde       | 14             |        |
| 13  | Franck Gross       | Suzuki             | +1 ronde       | 20             |        |
| 14  | Fabio Biliotti     | Suzuki             | +1 ronde       | 24             |        |
| 15  | Lorenzo Ghiselli   | Suzuki             | +2 ronden      | 21             |        |
| 16  | Corrado Tuzii      | Suzuki             | +2 ronden      | 25             |        |
| 17  | Edoardo Elias      | Yamaha             | +2 ronden      | 30             |        |
| 18  | Víctor Palomo      | Suzuki             | +2 ronden      | 28             |        |
| 19  | Giovanni Pelletier | Morbidelli         | +2 ronden      | 27             |        |
| 20  | Raffaele Pasqual   | Yamaha             | +3 ronden      | 23             |        |
| DNS | Graziano Rossi     | Marlboro-Yamaha    | Blessure       | 13             |        |
| DNS | Loris Reggiani     | Gallina-Suzuki     | Blessure       |                |        |
| DNS | Virginio Ferrari   | HB-Suzuki          | Blessure       |                |        |
| DNS | Boet van Dulmen    | Suzuki             | Blessure       |                |        |
| DNS | Jack Middelburg    | Ergon-Suzuki       | Infectie       |                |        |
| DNS | Jon Ekerold        | Suzuki             | Isle of Man TT | Isle of Man TT |        |
| DNF | Reinhold Roth      | Suzuki             |                | 26             |        |
| DNF | Randy Mamola       | HB-Suzuki          |                | 15             |        |
| DNF | Seppo Rossi        | Suzuki             |                | 19             |        |
| DNF | Giulio del Piano   | Suzuki             |                | 29             |        |
| DNF | Sergio Pellandini  | Suzuki             | Val            | 22             |        |
| DNF | Guido Paci         | Yamaha             | Krukas         | 17             |        |
| DNF | Barry Sheene       | John Player-Yamaha | Ontsteking     | 6              |        |
| DNF | Michel Frutschi    | Sanvenero          | Val            | 12             |        |
| DNF | Andreas Hofmann    | Suzuki             |                | 9              |        |

### Top tien WK-tussenstand 500 cc
| Pos. | Coureur           | Motorfiets         | Ptn. |
| ---- | ----------------- | ------------------ | ---- |
| 1    | Franco Uncini     | Gallina-Suzuki     | 48   |
| 1    | Kenny Roberts     | Yamaha             | 48   |
| 3    | Barry Sheene      | John Player-Yamaha | 36   |
| 4    | Graeme Crosby     | Marlboro-Yamaha    | 26   |
| 5    | Freddie Spencer   | RSC-Honda          | 22   |
| 6    | Marco Lucchinelli | RSC-Honda          | 18   |
| 7    | Takazumi Katayama | RSC-Honda          | 16   |
| 8    | Michel Frutschi   | Sanvenero          | 15   |
| 9    | Franck Gross      | Suzuki             | 12   |
| 10   | Kork Ballington   | Kawasaki           | 10   |
| 10   | Marc Fontan       | Sonauto-Yamaha     | 10   |
| 10   | Steve Parrish     | Yamaha             | 10   |

## 350 cc
De twee trainingssnelsten in de 350cc-klasse, Didier de Radiguès en Massimo Matteoni, waren ook de snelsten in de race en maakten er een spannende wedstrijd van. Toni Mang kon het niet volgen en stelde zich tevreden met de vierde plaats. Een paar ronden voor het einde kreeg de Yamaha van Matteoni een kleine vastloper, waardoor Carlos Lavado hem passeerde en tweede werd. De meest spectaculaire finish was van "Kamikaze Gustl" Reiner, die via het gras finishte, waarbij hij zijn zesde plaats verspeelde aan Eric Saul, om honderd meter na de streep te vallen.

### Uitslag 350 cc
| Pos | Coureur             | Merk              | Tijd      | Grid | Punten |
| --- | ------------------- | ----------------- | --------- | ---- | ------ |
| 1   | Didier de Radiguès  | Chevallier-Yamaha | 51:22.110 | 1    | 15     |
| 2   | Carlos Lavado       | Yamaha            | +3.060    | 6    | 12     |
| 3   | Massimo Matteoni    | Bimota-Yamaha     | +4.820    | 2    | 10     |
| 4   | Toni Mang           | Kawasaki          | +10.230   | 5    | 8      |
| 5   | Martin Wimmer       | Yamaha            | +43.010   | 4    | 6      |
| 6   | Eric Saul           | Chevallier-Yamaha | +47.580   | 3    | 5      |
| 7   | Gustav Reiner       | Bimota-Yamaha     | +47.700   | 8    | 4      |
| 8   | Herbert Hauf        | Kawasaki          | +57.680   |      | 3      |
| 9   | Jacques Cornu       | Yamaha            | +1:13.200 | 9    | 2      |
| 10  | Attilio Riondato    | Bimota-Yamaha     | +1 ronde  |      | 1      |
| 11  | Marino Neri         | GR2               | +1 ronde  |      |        |
| 12  | Wolfgang Von Muralt | Bimota-Yamaha     | +1 ronde  | 10   |        |
| 13  | Edwin Weibel        | Yamaha            | +1 ronde  |      |        |
| 14  | Christian Sarron    | Yamaha            | +1 ronde  |      |        |
| 15  | Tony Head           | Yamaha            | +2 ronden |      |        |
| 16  | Andy Berger         | Yamaha            | +3 ronden |      |        |
| DNF | Alan North          | Bimota-Yamaha     |           | 7    |        |
| DNF | Mar Schouten        | Yamaha            | Koppeling | 20   |        |
| DNF | Donnie Robinson     | Spondon-Yamaha    |           |      |        |
| DNF | Jean-François Baldé | Kawasaki          |           |      |        |

### Top tien WK-tussenstand 350 cc
| Pos. | Coureur             | Motorfiets        | Ptn. |
| ---- | ------------------- | ----------------- | ---- |
| 1    | Didier de Radiguès  | Chevallier-Yamaha | 37   |
| 2    | Eric Saul           | Chevallier-Yamaha | 28   |
| 3    | Jean-François Baldé | Kawasaki          | 27   |
| 3    | Carlos Lavado       | Yamaha            | 27   |
| 5    | Toni Mang           | Kawasaki          | 20   |
| 6    | Jacques Cornu       | Yamaha            | 17   |
| 7    | Alan North          | Bimota-Yamaha     | 13   |
| 8    | Martin Wimmer       | Yamaha            | 12   |
| 8    | Jeffrey Sayle       | Armstrong-Rotax   | 12   |
| 10   | Patrick Fernandez   | Bimota-Bartol     | 10   |
| 10   | Massimo Matteoni    | Bimota-Yamaha     | 10   |

## 250 cc
In de 250cc-training leek het erop dat Toni Mang nog steeds niet goed overweg kon met zijn Kawasaki, want hij reed de elfde tijd. Didier de Radiguès, die zich met krukken of met een minibike moest voortbewegen, was tweede achter Massimo Matteoni. Hij had om zijn gebroken voet te sparen de schakeling van links naar rechts laten ombouwen. Mang maakte ook nog eens de slechtste start, waardoor hij als laatste vertrok, maar hij begon aan een felle inhaalrace. Carlos Lavado lag intussen op de eerste plaats, maar viel uit door een defecte ontsteking. Daardoor kwam Roland Freymond op kop, intussen al gevolgd door Mang, Christian Estrosi en Antonio Neto. Freymond en Mang maakten zich los en Mang besliste de race in zijn voordeel. Intussen had ook Jean-Louis Tournadre zich naar voren gevochten en dankzij zijn derde plaats behield hij de leiding in het kampioenschap.

### Uitslag 250 cc
| Pos | Coureur                | Merk                 | Tijd                      | Grid                      | Punten                    |
| --- | ---------------------- | -------------------- | ------------------------- | ------------------------- | ------------------------- |
| 1   | Toni Mang              | Kawasaki             | 47:59.670                 | 11                        | 15                        |
| 2   | Roland Freymond        | MBA                  | +0.950                    | 6                         | 12                        |
| 3   | Jean-Louis Tournadre   | Yamaha               | +8.230                    | 10                        | 10                        |
| 4   | Antonio Neto           | Yamaha               | +8.930                    |                           | 8                         |
| 5   | Christian Estrosi      | Pernod               | +9.090                    | 5                         | 6                         |
| 6   | Massimo Broccoli       | Yamaha               | +16.550                   | 4                         | 5                         |
| 7   | Marcellino Lucchi      | Yamaha               | +33.820                   |                           | 4                         |
| 8   | Christian Sarron       | Yamaha               | +34.200                   |                           | 3                         |
| 9   | Jacques Cornu          | Yamaha               | +37.500                   | 8                         | 2                         |
| 10  | Pierluigi Conforti     | Kawasaki             | +42.260                   | 9                         | 1                         |
| 11  | Jean-François Baldé    | Kawasaki             | +45.980                   |                           |                           |
| 12  | Pierluigi Aldrovandi   | Yamaha               | +57.100                   |                           |                           |
| 13  | Bengt Elgh             | Yamaha               | +1:05.850                 |                           |                           |
| 14  | Jean-Louis Guignabodet | Kawasaki             | +1:08.020                 |                           |                           |
| 15  | Franco Marcheggiani    | Yamaha               | +1:12.100                 |                           |                           |
| 16  | Hans Müller            | MBA                  |                           |                           |                           |
| DNQ | Richard Schlachter     | Ehrlich-Waddon-Rotax | Blessure                  |                           |                           |
| DNQ | Tony Head              | Ehrlich-Waddon-Rotax |                           |                           |                           |
| DNS | Thierry Espié          | Pernod               |                           |                           |                           |
| DNS | Patrick Fernandez      | Bimota-Bartol        | Ontsteking in opwarmronde | Ontsteking in opwarmronde | Ontsteking in opwarmronde |
| DNF | Massimo Matteoni       | Bimota-Yamaha        |                           | 1                         |                           |
| DNF | Didier de Radiguès     | Chevallier-Yamaha    | Motor                     | 2                         |                           |
| DNF | Martin Wimmer          | Spondon-Yamaha       |                           | 3                         |                           |
| DNF | Carlos Lavado          | Yamaha               | Ontsteking                | 7                         |                           |
| DNF | Donnie Robinson        | Spondon-Yamaha       |                           |                           |                           |
| DNF | Mar Schouten           | Yamaha               | Schakelpedaal             | 20                        |                           |

### Top tien WK-tussenstand 250 cc
| Pos. | Coureur                | Motorfiets      | Ptn. |
| ---- | ---------------------- | --------------- | ---- |
| 1    | Jean-Louis Tournadre   | Yamaha          | 37   |
| 2    | Toni Mang              | Kawasaki        | 25   |
| 3    | Roland Freymond        | MBA             | 20   |
| 4    | Carlos Lavado          | Yamaha          | 15   |
| 5    | Jeffrey Sayle          | Armstrong-Rotax | 13   |
| 6    | Jean-François Baldé    | Kawasaki        | 12   |
| 6    | Antonio Neto           | Yamaha          | 12   |
| 8    | Jean-Louis Guignabodet | Kawasaki        | 10   |
| 9    | Jacques Cornu          | Yamaha          | 8    |
| 9    | Jacques Bolle          | Yamaha          | 8    |

## 125 cc
Pier Paolo Bianchi had in de 125cc-klasse als snelste getraind, maar hij startte zeer slecht. De race werd aanvankelijk aangevoerd door Maurizio Vitali, gevolgd door Ángel Nieto, die aan zijn val met de 500cc-Honda in Spanje veel pijn had overgehouden. Nieto wist Vitali even te passeren, maar plotseling werden ze allebei ingehaald door Bianchi, die zijn achterstand had goedgemaakt en duidelijk sneller was. Om de vierde plaats vochten Ricardo Tormo en Hugo Vignetti, waardoor het erop leek dat Sanvenero met Bianchi, Tormo en Vignetti goede zaken ging doen. Bianchi ging op een zekere overwinning af, maar viel over een oliespoor en werd gepasseerd door Vitali en Nieto. Hij pakte zijn motor op en zette de achtervolging weer in. In de laatste ronde brak de krukas van Vitali, waardoor Nieto toch nog won. Bianchi werd tweede en Iván Palazzese werd derde. Vignetti werd vierde nadat ook de Sanvenero van Tormo stuk was gegaan. Nieto had zoveel pijn dat hij na de race door een ambulance moest worden afgevoerd.

### Uitslag 125 cc
| Pos | Coureur               | Merk      | Tijd       | Grid | Punten |
| --- | --------------------- | --------- | ---------- | ---- | ------ |
| 1   | Ángel Nieto           | Garelli   | 45:14.800  | 10   | 15     |
| 2   | Pier Paolo Bianchi    | Sanvenero | +25.740    | 1    | 12     |
| 3   | Iván Palazzese        | MBA       | +28.310    | 7    | 10     |
| 4   | Pierluigi Aldrovandi  | MBA       | +30.840    | 6    | 8      |
| 5   | Hugo Vignetti         | Sanvenero | +32.030    | 8    | 6      |
| 6   | Hans Müller           | MBA       | +34.380    | 5    | 5      |
| 7   | Bruno Kneubühler      | MBA       | +58.180    |      | 4      |
| 8   | Johnny Wickström      | MBA       | +1:00.940  |      | 3      |
| 9   | Domenico Brigaglia    | MBA       | +1:01.090  |      | 2      |
| 10  | Libero Piccirillo     | MBA       | +1:04.190  |      | 1      |
| 11  | Roberto Ruosi         | MBA       | +1:40.750  | 9    |        |
| 12  | Stefano Caracchi      | MBA       | +1 ronde   |      |        |
| 13  | Gerard                | Sanvenero | +1 ronde   |      |        |
| 14  | Matti Kinnunen        | MBA       | +1 ronde   |      |        |
| 15  | Alex Bedford          | MBA       | +1 ronde   |      |        |
| 16  | Jacky Hutteau         | MBA       | +1 ronde   |      |        |
| 17  | Alfred Waibel         | MBA       | +1 ronde   |      |        |
| 18  | Andreas Sanches-Marin | MBA       | +2 ronden  |      |        |
| 19  | Per Larsen            | MBA       | +2 ronden  |      |        |
| DNF | Eugenio Lazzarini     | Garelli   | Ontsteking | 2    |        |
| DNF | Ricardo Tormo         | Sanvenero |            | 3    |        |
| DNF | Maurizio Vitali       | MBA       | Krukas     | 4    |        |
| DNF | Henk van Kessel       | MBA       |            | 26   |        |
| DNF | Theo Timmer           | MBA       |            | 36   |        |
| DNF | Jean-Claude Selini    | MBA       |            |      |        |
| DNF | Fausto Gresini        | MBA       |            |      |        |

### Top tien WK-tussenstand 125 cc
| Pos. | Coureur              | Motorfiets | Ptn. |
| ---- | -------------------- | ---------- | ---- |
| 1    | Ángel Nieto          | Garelli    | 60   |
| 2    | Pier Paolo Bianchi   | Sanvenero  | 27   |
| 3    | Pierluigi Aldrovandi | MBA        | 24   |
| 4    | Jean-Claude Selini   | MBA        | 21   |
| 4    | Hans Müller          | MBA        | 21   |
| 6    | Johnny Wickström     | MBA        | 20   |
| 6    | Hugo Vignetti        | Sanvenero  | 20   |
| 6    | August Auinger       | Bartol-MBA | 20   |
| 9    | Willy Pérez          | MBA        | 18   |
| 10   | Iván Palazzese       | MBA        | 16   |

## 50 cc
Stefan Dörflinger was in de training ruim 2 seconden sneller geweest dan Eugenio Lazzarini en het was dan ook een verrassing dat Lazzarini in de race gewoon kon volgen. In de achtste ronde liep de Garelli echter vast en had Dörflinger het rijk alleen. Achter hem reed Ricardo Tormo tamelijk eenzaam, maar daarachter was een gevecht bezig tussen Claudio Lusuardi en Giuseppe Ascareggi, dat door Lusuardi werd gewonnen. Toen Tormo te dichtbij kwam gaf Dörflinger wat gas bij, waardoor Tormo twijfelde of de Kreidler van Dörflinger wel aan de reglementen voldeed. Hij diende een protest in, maar de motor bleek exact 49,6 cc te meten.

### Uitslag 50 cc
| Pos | Coureur             | Merk              | Tijd                     | Grid                     | Punten                   |
| --- | ------------------- | ----------------- | ------------------------ | ------------------------ | ------------------------ |
| 1   | Stefan Dörflinger   | Krauser-Kreidler  | 38:39.410                | 1                        | 15                       |
| 2   | Ricardo Tormo       | Bultaco           | +3.390                   | 3                        | 12                       |
| 3   | Claudio Lusuardi    | Moto Villa        | +48.300                  | 7                        | 10                       |
| 4   | Giuseppe Ascareggi  | Minarelli         | +48.940                  | 4                        | 8                        |
| 5   | Massimo de Lorenzi  | Minarelli         | +1:34.340                |                          | 6                        |
| 6   | Hans-Jürgen Hummel  | Sachs             | +1:36.500                |                          | 5                        |
| 7   | Ingo Emmerich       | Kreidler          | +1:36.500                |                          | 4                        |
| 8   | Hagen Klein         | Massa Real        | +1:43.900                |                          | 3                        |
| 9   | Paolo Priori        | Paolucci          | +1 ronde                 | 8                        | 2                        |
| 10  | Henk van Kessel     | Kreidler          | +1 ronde                 |                          | 1                        |
| 11  | George Looijesteijn | Kreidler          | +1 ronde                 |                          |                          |
| 12  | Claudio Granata     | Kreidler          | +1 ronde                 |                          |                          |
| 13  | Otto Machinek       | Kreidler          | +1 ronde                 |                          |                          |
| 14  | Chris Baert         | H.H.              | +2 ronden                |                          |                          |
| 15  | Bruno Casadei       | Tomos             | +2 ronden                |                          |                          |
| DNS | Rolf Blatter        | Kreidler          | Vastloper in opwarmronde | Vastloper in opwarmronde | Vastloper in opwarmronde |
| DNF | Eugenio Lazzarini   | Garelli           | Vastloper                | 2                        |                          |
| DNF | Rainer Kunz         | Kreidler          | Val                      | 5                        |                          |
| DNF | Jorge Martinez      | Bultaco           |                          | 6                        |                          |
| DNF | Theo Timmer         | Bultaco           | Koeling                  | 9                        |                          |
| DNF | Reiner Scheidauer   | Kreidler          |                          | 10                       |                          |
| DNF | Hans Spaan          | Van Veen-Kreidler | Motor                    | 18                       |                          |
| DNF | George Looijesteijn | Kreidler          |                          | 20                       |                          |

### Top tien WK-tussenstand 50 cc
| Pos. | Coureur             | Motorfiets       | Ptn. |
| ---- | ------------------- | ---------------- | ---- |
| 1    | Stefan Dörflinger   | Krauser-Kreidler | 30   |
| 2    | Claudio Lusuardi    | Villa            | 20   |
| 3    | Giuseppe Ascareggi  | Minarelli        | 14   |
| 4    | Ricardo Tormo       | Bultaco          | 12   |
| 4    | Eugenio Lazzarini   | Garelli          | 12   |
| 6    | Theo Timmer         | Bultaco          | 8    |
| 7    | Massimo De Lorenzi  | Minarelli        | 6    |
| 8    | Jorge Martínez      | Bultaco          | 5    |
| 8    | Hans-Jürgen Hummel  | Sachs            | 5    |
| 10   | Ingo Emmerich       | Kreidler         | 4    |
| 10   | Hagen Klein         | Massa-Real       | 4    |
| 10   | George Looijesteijn | Kreidler         | 4    |

1922 · 1923 · 1924 · 1925 · 1926 · 1927 · 1928 · 1929 · 1930 · 1931 · 1932 · 1933 · 1934 · 1935 · 1936 · 1937 · 1938 · 1939 · 1947 · 1948 · 1949 · 1950 · 1951 · 1952 · 1953 · 1954 · 1955 · 1956 · 1957 · 1958 · 1959 · 1960 · 1961 · 1962 · 1963 · 1964 · 1965 · 1966 · 1967 · 1968 · 1969 · 1970 · 1971 · 1972 · 1973 · 1974 · 1975 · 1976 · 1977 · 1978 · 1979 · 1980 · 1981 · 1982 · 1983 · 1984 · 1985 · 1986 · 1987 · 1988 · 1989 · 1990